# خط عرض 56° شمال
خط عرض 56° شمال هي إحدى دوائر العرض الجغرافية، وهي دوائر وهمية تحيط بالكرة الأرضية، وموازية لخط الاستواء، وتتميز هذه الدائرة بأن الأراضي الواقعة عليها تنتمي للمنطقة المعتدلة الباردة.

## حول العالم
خط عرض 56° شمال يبدأ من خط الزوال الأولي ويتجه شرقا ويمر عبر:
| الإحداثيات                           | البلد أو الإقليم أو البحر | ملاحظات |
| ------------------------------------ | ------------------------- | --- |
| 56°0′N 0°0′E / 56.000°N 0.000°E      | بحر الشمال                | |
| 56°0′N 8°7′E / 56.000°N 8.117°E      | الدنمارك                  | يوتلاند (mainland) |
| 56°0′N 10°17′E / 56.000°N 10.283°E   | كاتيغات                   | مرورا بشمال the جزيرة شامسو, الدنمارك |
| 56°0′N 11°55′E / 56.000°N 11.917°E   | الدنمارك                  | جزيرة زيلاند |
| 56°0′N 12°35′E / 56.000°N 12.583°E   | أوريسند                   | |
| 56°0′N 12°43′E / 56.000°N 12.717°E   | السويد                    | |
| 56°0′N 14°44′E / 56.000°N 14.733°E   | بحر البلطيق               | |
| 56°0′N 21°4′E / 56.000°N 21.067°E    | ليتوانيا                  | |
| 56°0′N 25°52′E / 56.000°N 25.867°E   | لاتفيا                    | مرورا بشمال داوغافبيلس |
| 56°0′N 27°49′E / 56.000°N 27.817°E   | بيلاروس                   | |
| 56°0′N 28°43′E / 56.000°N 28.717°E   | روسيا                     | لحوالي 13 km |
| 56°0′N 28°55′E / 56.000°N 28.917°E   | بيلاروس                   | لحوالي 17 km |
| 56°0′N 29°12′E / 56.000°N 29.200°E   | روسيا                     | مرورا بشمال موسكو |
| 56°0′N 137°25′E / 56.000°N 137.417°E | بحر أوخوتسك               | |
| 56°0′N 155°40′E / 56.000°N 155.667°E | روسيا                     | شبه جزيرة كامشاتكا |
| 56°0′N 162°5′E / 56.000°N 162.083°E  | بحر بيرنغ                 | |
| 56°0′N 160°34′W / 56.000°N 160.567°W | الولايات المتحدة          | ألاسكا - the شبه جزيرة ألاسكا |
| 56°0′N 158°25′W / 56.000°N 158.417°W | المحيط الهادئ             | خليج ألاسكا - مرورا بجنوب the Semidi Islands, و just north of Chirikof Island، ألاسكا, الولايات المتحدة · مرورا بجنوب جزيرة كويو، ألاسكا, الولايات المتحدة |
| 56°0′N 133°35′W / 56.000°N 133.583°W | الولايات المتحدة          | ألاسكا - جزيرة كوشيوسكو، برينس أوف ويلز، جزيرة إيتولين و the Alaska Panhandle                                                                              |
| 56°0′N 130°1′W / 56.000°N 130.017°W  | كندا                      | كولومبيا البريطانية ألبرتا ساسكاتشوان مانيتوبا أونتاريو |
| 56°0′N 87°26′W / 56.000°N 87.433°W   | خليج هدسون                | |
| 56°0′N 79°53′W / 56.000°N 79.883°W   | كندا                      | نونافوت - Flaherty Island وInnetalling Island |
| 56°0′N 78°59′W / 56.000°N 78.983°W   | خليج هدسون                | |
| 56°0′N 76°46′W / 56.000°N 76.767°W   | كندا                      | كيبك نيوفاوندلاند واللابرادور |
| 56°0′N 60°49′W / 56.000°N 60.817°W   | المحيط الأطلسي            | |
| 56°0′N 6°0′W / 56.000°N 6.000°W      | المملكة المتحدة           | اسكتلندا - جزيرة Jura |
| 56°0′N 5°48′W / 56.000°N 5.800°W     | Sound of Jura             | |
| 56°0′N 5°41′W / 56.000°N 5.683°W     | المملكة المتحدة           | اسكتلندا |
| 56°0′N 3°21′W / 56.000°N 3.350°W     | خور فورث                  | مرورا عبر the جسر فورث, و just north of إدنبرة |
| 56°0′N 2°53′W / 56.000°N 2.883°W     | المملكة المتحدة           | اسكتلندا |
| 56°0′N 2°30′W / 56.000°N 2.500°W     | بحر الشمال                | |